# Kazimierz Przerwa-Tetmajer

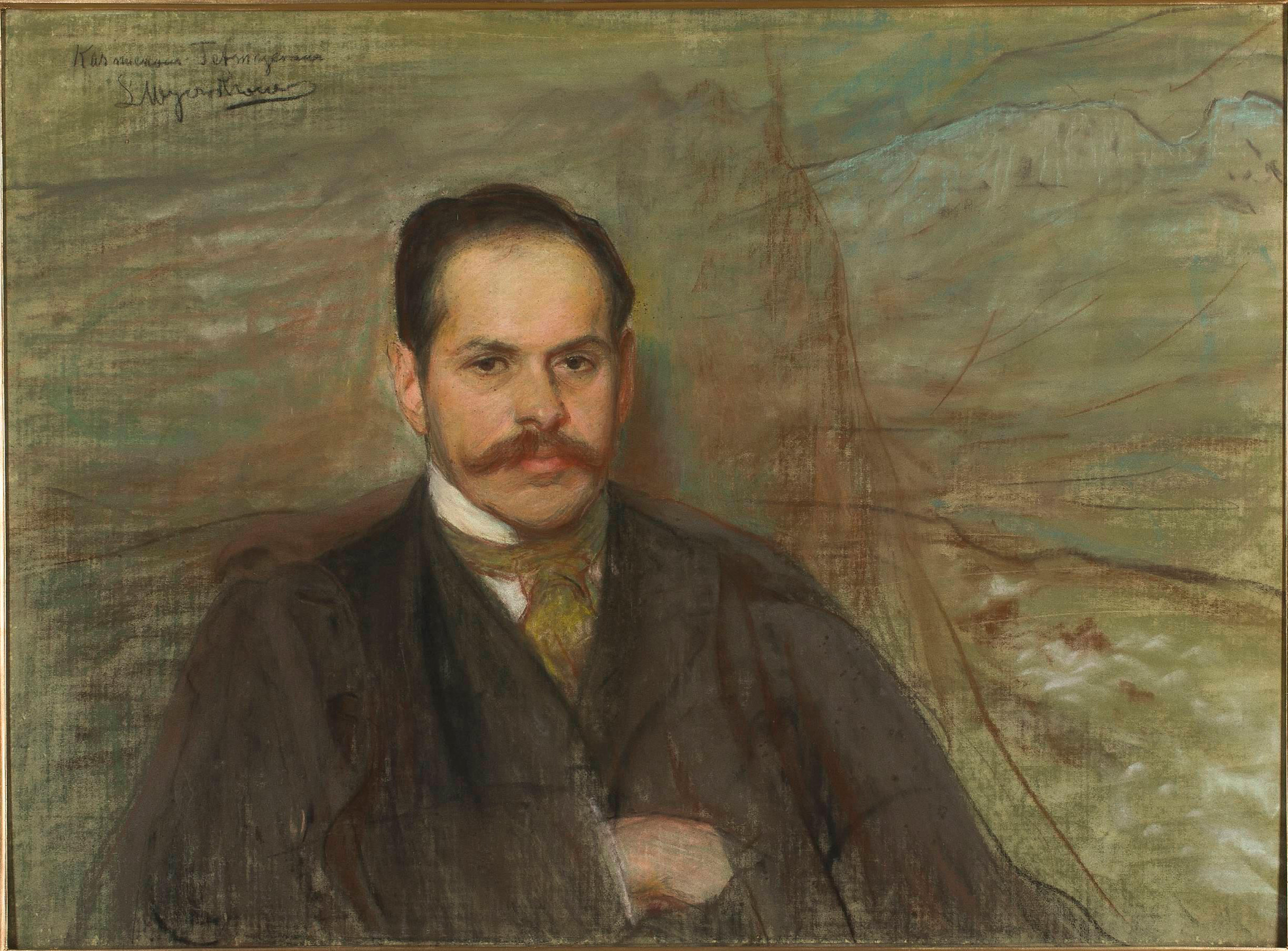
Kazimierz Przerwa-Tetmajer, vor 1901, Werk
Leon Wyczółkowskis

Kazimierz Przerwa-Tetmajer (* 12. Februar 1865 in Ludźmierz, Podhale; † 18. Januar 1940 in Warschau) war ein polnischer Lyriker, Schriftsteller und Dramatiker.

## Leben und Werk
Przerwa-Tetmajer absolvierte ein Gymnasium in Krakau und studierte an der dortigen Jagiellonen-Universität Philosophie. Er debütierte als Schriftsteller 1886 mit dem Poem Illa. 1888 erhielt er einen Literaturpreis für das Gedicht zu Ehren Adam Mickiewicz’, 1889 für das Gedicht zu Ehren Józef Ignacy Kraszewskis. Von 1888 bis 1893 schrieb er für die Zeitschriften Tygodnik Illustrowany, Kurier Warszawski und Czas. Er publizierte zahlreiche Gedichtbände (u. a. Poezja 1–8) und von der Folklore der Goralen inspirierte Prosawerke wie Na skalnym Podhalu und Legenda Tatr.
1934 wurde er Ehrenmitglied der Polska Akademia Literatury. Wegen gesundheitlicher Probleme zog er sich vom öffentlichen Leben zurück und lebte als Resident im Hotel Europejski in Warschau, von wo er im Januar 1940 von den Deutschen hinausgeworfen wurde. Er verstarb zwei Wochen später im Warschauer Krankenhaus Szpital Dzieciątka Jezus und wurde in Zakopane beigesetzt.
Er war Halbbruder des Malers Włodzimierz Tetmajer sowie Cousin des Schriftstellers Tadeusz Boy-Żeleński und von Prof. Ludwig von Tetmajer.

## Werke (Auswahl)
- Na skalnym Podhalu
- Legenda Tatr
- Ksiądz Piotr
- Z wielkiego domu
- Koniec epopei
- Aniół śmierci
- Panna Mery
- Sfinks
- Zawisza Czarny
- Mąż-poeta
- Rewolucja
- Judasz